# Pilsting
Pilsting település Németországban, azon belül Bajorországban. Lakosainak száma 7283 fő (2023. december 31.). Pilsting Moosthenning, Wallersdorf, Landau an der Isar, Mamming, Leiblfing és Oberschneiding községekkel határos.

## Népesség
| Lakosok száma | 1025 | 1642 | 4120 | 5570 | 6344 | 6454 | 6492 | 6545 | 6801 | 7283 |
|               | 1875 | 1950 | 1975 | 1987 | 2012 | 2014 | 2016 | 2017 | 2021 | 2023 |